# 麗兒
麗兒（英語：Lai Yee，1917年7月17日—1991年），原名關寶玉（英語：Marianne Quon），美國華僑，美國及香港電影演員，身高1.57公尺(5呎2吋)，活躍於1940年代至50年代，有「七彩影后」的美譽。

## 麗兒的履歷[1][2][3][4][5]
- 麗兒的父親在美國舊金山經商，母親是一位粵劇及電影迷。
- 每逢星期五及星期六，9歲的麗兒在美國舊金山的「大中華」及「大舞臺」表演粵劇。
- 麗兒日間在美國舊金山「Galileo School」接受傳統美國小學教育；晚間在美國舊金山「中華學校中心」補習中文。
- 1943年，12歲的麗兒到好萊塢5個月，演出她的第一齣英語美國電影《China (中華萬歲)》(1943年，飾演中國學生Tan Ying)。
- 1948年11月21日(星期日)隨導演趙樹燊到達香港，發展電影[6]。
- 1950年代初期，麗兒與趙樹燊在香港結婚，兩人育有一位女兒。

## 麗兒的美國電影
- 粵語：麗兒的銀幕處女作《歌侶情潮》》(1933年，飾演可憐的女孩)
- 英語：《China (香港譯名：中華萬歲)》(1943年，飾演學生 Tan Ying)：
- 英語：《Dr. Gillespie's Criminal Case (葛萊斯比博士的刑事案件)》(1943年，飾演 Lee Ti Fang)：
- 英語：《Charlie Chan in the Secret Service (陳查禮的秘密任務)》(1944年，飾演男主角陳查禮探長的女兒 Iris Chan)：
- 英語：《Anna and the King of Siam (暹羅皇與安娜)》(1946年，飾演暹羅皇后)；
- 粵語：《一笑博郎心》(1946年，擔任女主角，飾演美玲)；
- 粵語：《紅顏非薄命》(1947年，擔任女主角)；
- 粵語：《爭妍鬥麗》(1948年，擔任女主角)；
- 粵語：《吐艷芬芳》(1948年，擔任女主角，飾演阿嫻)；
- 粵語：《狂風逐燕飛》(1948年，擔任女主角)。

## 麗兒的香港電影
- 麗兒從她第一齣演出的香港電影《狄青》(1949年，擔任女主角，飾演雙陽宮主)；至演出了中國第一齣立體電影《玉女情仇》(1953年，飾演蓮娜)；與她的寵物狗「愛樂 Irene」演出了《義犬報恩》(1953年，飾演杜曼梨)，至她的息影作《三盜九龍杯》(1959年，擔任女主角，飾演楊金枝)，約演出60多齣香港粵語及國語電影。

## 外部連結
- 香港電影資料館：麗兒參演電影的記錄[永久]
- 香港影庫：麗兒（页面存档备份，存于）